# Лоуни
Лоуни (чеш. Louny) су град у Чешкој Републици, у оквиру историјске покрајине Бохемије. Лоуни су град управне јединице Устечки крај, у оквиру којег је седиште засебног округа Лоуни.

## Географија
Лоуни се налазе у северном делу историјске покрајине Бохемије. Град је удаљен од 60 км северозападно од главног града Прага, а од Уста на Лаби 55 км југозападно.
Град Лоуни је смештен у долини реке Охре, на приближно 180 м надморске висине. Град окружује Чешко средогорје. Околина града је због своје питоме климе познато воћарско подручје у држави.

## Историја
Подручје Лоунија било је насељено још у доба праисторије. Насеље под данашњим називом први пут се у писаним документима спомиње 1115. године као словенско насеље, а насеље је у 13. веку добило градска права.
1919. године Лоуни су постале део новоосноване Чехословачке. У време комунизма град је нагло индустријализован. После осамостаљења Чешке дошло је до опадања активности тешке индустрије и до проблема са преструктурирањем привреде.

## Становништво
Лоуни данас имају око 19.000 становника и последњих година број становника у граду лагано опада. Поред Чеха у граду живе и Словаци и Роми.

## Партнерски градови
- Цшопау
- Veneux-les-Sablons
- Лучењец
- Barendrecht
- Суздаљ

## Галерија
- Градска кућа
- Градска катедрала
- Жатечка капија старог града
- градски музеј